# Vecinos al 3 y al 4
Vecinos al 3 y al 4 es una sitcom chilena de Canal 13, que tiene de protagonista al famoso personaje humorístico "La Cuatro", interpretado por la actriz y comediante chilena Gloria Benavides. Se transmitía de lunes a viernes a las 18:00 horas, pero por su bajo nivel de audiencia fue pasada a
los sábados a las 18:30 horas.

## Sinopsis
La comedia se desarrolla en un edificio, donde la propietaria es la señora Elena (Nelly Meruane), quien es considerada por sus arrendatarios
como una mujer "copuchenta" y "metiche"; Además, otros defectos que resaltan comúnmente es que es "tacaña" y "alcohólica".
Su empleada, La Cuatro, interpretada (Gloria Benavides) es quien presencia e incluso forma parte de todas las situaciones cómicas que ocurren en cada uno de los departamentos.

## Elenco
- Gloria Benavides- La Cuatro
- Luis Dubó- Flores
- Nelly Meruane- Señora Elena
- Elena Muñoz- Andrea
- Rodrigo Muñoz- Gerardo
- Alejandra San Martín- Karina
- Catherine Mazoyer- Soledad
- Christian Pérez- Benjamín
- Francisca Castillo- Paula
- Felipe Pino- Rodrigo
- Nelson Muñoz- Chapa
- Pablo Zabala- El Pendrai

## Personajes

### Cuatro
Es la empleada doméstica de la señora Elena, que dicho sea de paso, la tiene trabajando sin contrato pese a ser empleada puertas adentro; También hace algunos trabajos para los demás habitantes del edificio del que su patrona es dueña.
Interpretada por Gloria Benavides.

### Sra. Elena
Es la dueña del edificio, se caracteriza por ser alcohólica, tacaña y copuchenta. Interpretada por
Nelly Meruane.

### Gerardo
Es el típico padre de familia, clase media y con muchas deudas, debe soportar a su aspiracional esposa y su extrovertida hija, quienes gastan el poco dinero que tienen.
Interpretado por Rodrigo Muñoz.

### Andrea
Es la esposa de Gerardo. Una mujer aspiracional y aparentadora; que intenta parecer una mujer de la alta sociedad, pero no tiene idea de modales. Gasta el tiempo en ridículos juegos con Gerardo, y el dinero junto a su hija Karina.
Interpretada por Elena Muñoz.

### Karina
Es la hija de Gerardo y Andrea. Es una bella y sexy adolescente que solo busca divertirse, pero debe lidiar con Rodrigo, el hijo de Paula, quien la acosa siendo aún un niño. Interpretada por Alejandra San Martín.

### Soledad
Es una mujer de clase alta y con mucho dinero, es educada y odia que Andrea trate de ser su amiga. Es pareja de Benjamín, aunque son polos opuestos. Interpretada por Catherine Mazoyer.

### Benjamín
Es la pareja de Soledad. Es profesor de Educación Física, aunque ha quedado cesante varias oportunidades. Es humilde, fiestero y un poco mal educado. Interpretado por Christian Pérez.

### Paula
Es una mujer separada que intenta actuar y ser como joven, siendo muy poco autoritaria con Rodrigo, su hijo, a quien le llama "Gatito co-co". Interpretada por Francisca Castillo.

### Rodrigo
Es hijo de Paula, es sólo un niño, pero prefiere salir y comportarse como un adolescente. Está enamorado de Karina, su vecina que es mayor que él y siempre lo trata de "Cabro chico". Interpretado por Felipe Pino.

### Chapa
Es un universitario que arrienda el departamento a más maltraer del edificio. Su familia es de Loncoche, al igual que su room-mate Pendrai. Estudia Leyes en Santiago, sin pretensiones de terminar la carrera. Interpretado por Nelson Muñoz

### Pendrai
Universitario que comparte departamento con Chapa, el cual fue su compañero de colegio e infancia. A diferencia de este, él si es un estudiante modelo. Estudia Ingeniería en Informática, de allí su apodo. Interpretado por Pablo Zabala

## Horarios
Han tenido muchos cambios de horarios a lo largo de sus pocos meses en el aire. El primer horario fue a las 18:00 de lunes a viernes, y el índice de audiencia en su primer capítulo fue de 8,7 en línea. Luego se cambió al horario de las 12:30 de lunes a viernes. Finalmente se trasladó al horario de las 18:30 los sábados antes de Sábado Gigante Internacional.

## Críticas
La serie ha recibido muchas críticas, debido a sus típicos personajes y las comparaciones con el programa que antes ocupaba esa franja: 6PM.